# ABC (programmeertaal)
ABC is een programmeertaal ontwikkeld door Lambert Meertens, Leo Geurts en Steven Pemberton op het Centrum Wiskunde & Informatica in Amsterdam, eind jaren zeventig en begin jaren tachtig. 
ABC was bedoeld om Basic en Pascal te vervangen. De taal is vooral bekend geworden als de belangrijkste inspiratie voor de programmeertaal Python. Python is ontworpen door Guido van Rossum, die in het midden van de jaren tachtig deel uitmaakte van het team dat ABC bouwde.
Voor ABC zijn zowel een compiler als een interpreter beschikbaar, in versies voor besturingssystemen als Unix, DOS, Atari, en Apple Macintosh.
ABC is om verschillende redenen in de vergetelheid geraakt. Volgens van Rossum was het te vroeg voor een taal op zulk een hoog niveau. De onconventionele terminologie stelde beginners wel op hun gemak, maar stootte tegelijkertijd de meer ervaren programmeurs af. Bovendien was de taal niet flexibel genoeg om te kunnen samenwerken met zaken als een grafische interface of het bestandssysteem van de computer.

## Syntaxisvoorbeeld
Deze functie verzamelt een collectie van unieke woorden in een document:
```
  HOW TO RETURN words document:
     PUT {} IN collection
     FOR line in document:
        FOR word IN split line:
           IF word not.in collection:
              INSERT word IN collection
     RETURN collection
```

## Boeken
- ABC Programmer's Handbook[dode link] (Engels)

ABAP ·
ABC ·
ActionScript ·
Ada ·
Algol ·
APL ·
assembleertalen ·
AWK ·
B ·
BASIC ·
BCPL ·
C ·
C++ ·
C# ·
Clean ·
Clipper ·
COBOL ·
COMAL ·
Curry ·
D ·
Eiffel ·
Erlang ·
F# ·
Forth ·
Fortran ·
Go ·
Haskell ·
Icon ·
J# ·
Java ·
Julia ·
Kotlin ·
Lisp ·
Logo ·
Lua ·
m4 ·
ML ·
Modula-2 ·
Oberon ·
Object Pascal ·
Objective-C ·
Ocaml ·
Oz ·
Pascal ·
Perl ·
PHP ·
PL/I ·
PL/SQL ·
Prolog ·
Prova ·
Python ·
Rexx ·
RPG ·
Ruby ·
Rust ·
SAS ·
Scala ·
Scheme ·
Self ·
Simula ·
Smalltalk ·
Swift ·
TCL ·
TypeScript ·
Vala ·
Visual Basic ·
Zig